# Čudežni mineral
Čudežni mineral, tudi čudežna mineralna raztopina, navadno imenovana kar MMS (ang. "Miracle Mineral Solution", tudi "Master Mineral Solution"), je klorov dioksid, industrijsko belilo, ki ga lažno prodajajo kot zdravilno sredstvo. Pridobimo ga lahko z mešanjem raztopine natrijevega klorita in kisline, npr. soka citrusov. Klorov dioksid je strupena kemikalija, ki ob zaužitju večjih količin povzroča slabost, bruhanje, drisko in zaradi dehidracije tudi življenjsko nevarno znižanje krvnega pritiska. Natrijeve klorit je glavna komponenta MMS, je strupena kemikalija, ki lahko ob zaužitju povzroči akutno odpoved ledvic. Majhne količine prib. 1 grama lahko povzročijo slabost, bruhanje, odstopanje sluznice črevesa in pri nekaterih ljudeh celo življenjsko nevarno hemolizo (pokanje rdečih krvničk).
MMS lažno promovirajo kot zdravilo za virus HIV, malarijo, viruse hepatitisa, prašičjo gripo (virus gripe H1N1), prehlad, avtizem, akne, različne oblike raka in druge bolezni in stanja. Ime je skoval ameriški inženir in nekdanji scientolog Jim Humble v svoji samozaložniški knjigi Čudežna mineralna rešitev 21. stoletja (ang. The Miracle Mineral Solution of the 21st Century).

## Domnevno delovanje in zlorabe
Raztopina 28% natrijevega klorita in 4% klorovodikove kisline je strupena in se trži pod imenom "Miracle Mineral Supplement" ali "Master Mineral Solution" ("MMS"). MMS se lažno in nevarno prodaja kot čudežno zdravilo za različne uporabe: na primer kot prehransko dopolnilo in alternativni antibiotik s preventivnimi ali celo kurativnimi učinki proti patogenom (npr. malariji), pri zdravljenju raka, aidsa, avtizma in demence. Z uporabo MMS bi se pacienti naj ozdravili parazitskih črvov, ki naj bi povzročali bolezni, čeprav ni dokazov za njihov obstoj. Pri tej sporni terapevtski metodi se uporablja raztopina natrijevega klorita, v kateri se z dodajanjem citronske kisline sprosti zelo reaktivni in strupen klorov dioksid, ki se sicer običajno uporablja za dezinfekcijo in beljenje površin.
Jemanje kapljic MMS lahko povzroči hujše težave: zraven slabosti, bruhanja in driske v hujših primerih še opekline požiralnika, poškodbe eritrocitov, življenjsko nevarno dehidracijo in odpoved ledvic.

## Odzivi vladnih agencij
Zdravljenje z MMS je označeno kot mazaštvo. Do danes je več zdravstvenih organov po svetu že posvarilo pred uporabo MMS, nekateri pa so sprejeli tudi konkretne ukrepe za zaščito potrošnikov. Slovenski Nacionalni urad za javno zdravje (NIJZ) uporabo teh proizvodov močno odsvetuje in ljudem priporoča, "naj ne nasedajo zavajajočim »čudežnim« navedbam glede ozdravljenja številnih bolezni s »čudežnim mineralom«". NIJZ sporoča še, da je Javna agencija RS za zdravila in medicinske pripomočke leta 2010 glede proizvodov MMS pripravila opozorilo za javnost, saj je prodaja teh izdelkov v Sloveniji nezakonita.
V Nemčiji je julija 2012 Zvezni inštitut za oceno tveganja (BfR) odločno odsvetoval uporabo pripravkov MMS. Nemški Center za svetovanje potrošnikom zaradi večje nevarnosti za zdravje prav tako svari pred uporabo. 26. februarja 2015 je BfArM razvrstila pripravke MMS in MMS2, podjetja Luxusline Ltd., med zdravila, za katera je pred prodajo potrebno zagotoviti medicinska dovoljenja. To pomeni, da se lahko dajo na trg le, če farmacevtska družba organu dokaže, da so pripravki učinkoviti, kakovostni in neškodljivi. Ob tem je BfArM oba pripravka ocenila kot vprašljiva, saj da obstaja utemeljen sum, da ima predvidena uporaba škodljive učinke, ki presegajo sprejemljivo raven.
Švicarska agencija za zdravstvo Swissmedic je oktobra 2010 objavila sporočilo z naslovom "Svarilo pred "čudežnim zdravilom" Miracle Mineral Supplements (MMS)", ki je temeljilo na opozorilu švicarskega Zveznega urada za javno zdravje (BAG) in francoskih zdravstvenih (InVS) in varnostnih oblasti (Afssaps).
Decembra 2009 je belgijski Center za zastrupitve poslal opozorilo Evropskemu združenju centrov za strupe in kliničnih toksikologov. Marca 2010 so se temu odzvali v Franciji, kjer so opazili več zastrupitev, povezanih z zaužitjem kapljic MMS.
V Kanadi je agencija Health Canada maja 2010 prepovedala MMS in jo posvarila pred njegovo uporabo.
Ameriška agencija za hrano in zdravila (ang. Food and Drug Administration, FDA) je julija 2010 opozorila na jemanje MMS z obrazložitvijo, da izdelek vsebuje industrijsko belilo, ki lahko znatno škoduje zdravju, agencija pa je še sporočila, da ima številna poročila o zdravju škodljivih učinkih MMS.
Po opozoriliv v Kanadi in ZDA je v Veliki Britaniji Agencija za prehranske standarde izdala opozorilo, ki navaja, da "MMS je 28-odstotna raztopina natrijevega klorita, ki je enakovredna belilu industrijske jakosti. Konzumirano po navodilih, lahko povzroči hudo slabost, bruhanje in drisko, kar lahko vodi do dehidracije in znižanega krvnega tlaka. Če raztopino razredčimo manj, kot je predpisano, lahko povzroči poškodbe črevesja in rdečih krvnih celic, kar lahko povzroči odpoved dihanja." Agencija za prehranske standarde je odtlej opozorila razširila na CDS.

## Uporabne povezave
- Zdravilstvo
- Psevdoznanost
- Padarstvo